# Нивищи (Брестская область)
Нивищи (бел. Нівішчы) — деревня в Берёзовском районе Брестской области Белоруссии. Входит в состав Первомайского сельсовета.

## География
Деревня находится в центральной части Брестской области, при автодороге Н-94, на расстоянии приблизительно 7 километров (по прямой) к западо-юго-западу от города Берёза, административного центра района. Абсолютная высота — 151 метр над уровнем моря. Площадь населённого пункта — 0,0124 км².

## История
По состоянию на 1905 год, в Нивищах проживало 170 человек. В административном отношении деревня входила в состав Березской волости Пружанского уезда Гродненской губернии.
Согласно Рижскому мирному договору (1921), деревня вошла в состав межвоенной Польши. Входила в состав гмины Берёза Картузская Пружанского повета Полесского воеводства Польши. В 1921 году числился 71 житель, проживавших в 13 домах. В этническом составе населения того периода поляки составляли 100 %. В конфессиональном составе населения преобладали православные христиане (100 %).
С 1939 года в БССР, с 1940 года деревня в составе Кабаковского сельсовета.

## Население
По данным переписи 2019 года, в деревне проживало 7 человек.
| Год  | Население, человек |
| ---- | ------------------ |
| 1905 | 170                |
| 1921 | ↘ 71               |
| 2009 | ↘ 12               |
| 2019 | ↘ 7                |